# أبرهام دار
إبراهام دار (بالعبرية: אברהם דר) (28 سبتمبر 1925 - 2 ديسمبر 2019) هو ضابط مخابرات يهودي وأحد أمهر ضباط الموساد في حقبة الأربعينات والخمسينات، كان مسئولا عن عمليات تخريبية بأمريكا وبريطانيا ومن مهاراته القدرة الرهيبة على التخفي والهروب والتنقل من بلد إلى بلد تحت أسماء مستعارة.

## فضيحة لافون
ابراهام دار هو الاسم الحقيقي له الذي لم يكن يعرفه الكثيرون حتى اليهود أنفسهم وقد اشتهر باسم جون دارلنج وهو كان الضابط المسؤل عن تدريب مجموعة الوحدة 131 بهدف عمل تفجيرات وعمليات تخريبية بمنشات أمريكية وبريطانية بمصر في حقبة الخمسينات للاضرار بالمصالح المصرية مع أمريكا، في ذلك الوقت وكذلك لعمل زعزعة في استقرار العلاقات المصرية البريطانية التي كانت في طريقها إلى الاستقرار في ذلك الوقت للحصول على الجلاء التام. في مصر، تولى «جون دارلنج» تعليم شباب اليهود أساليب العمل المخابراتي وتنظيم المؤامرات التخريبية، تعلموا على يديه أيضا طرق تجهيز القنابل اليدوية والرسائل المفخخة والتصوير الفوتوغرافي للأماكن الحساسة.
وقد استطاع الهروب عند كشف أعضاء الوحدة 131 لمخططها الذي عرف بعد ذلك باسم فضيحة لافون وقد تم كشف مخطط تلك الوحدة بالصدفة عندما أحترقت عبوة ناسفة قبل الأوان في جيب فيليب ناتسون.
حيث اعترف عند التحقيق معه بأنه أحد الذين تم استخدامهم لتفجير دار السينما وذلك بعد تركه في المعتقل وحيدا.